# Leslie (Michigan)
Pour les articles homonymes, voir Leslie.
Leslie est une ville du Comté d'Ingham dans l'état du Michigan aux États-Unis.
Fondée en 1836, sa population était de 1 851 habitants en 2010.
L'anarchiste Voltairine de Cleyre est née dans cette ville en 1866.

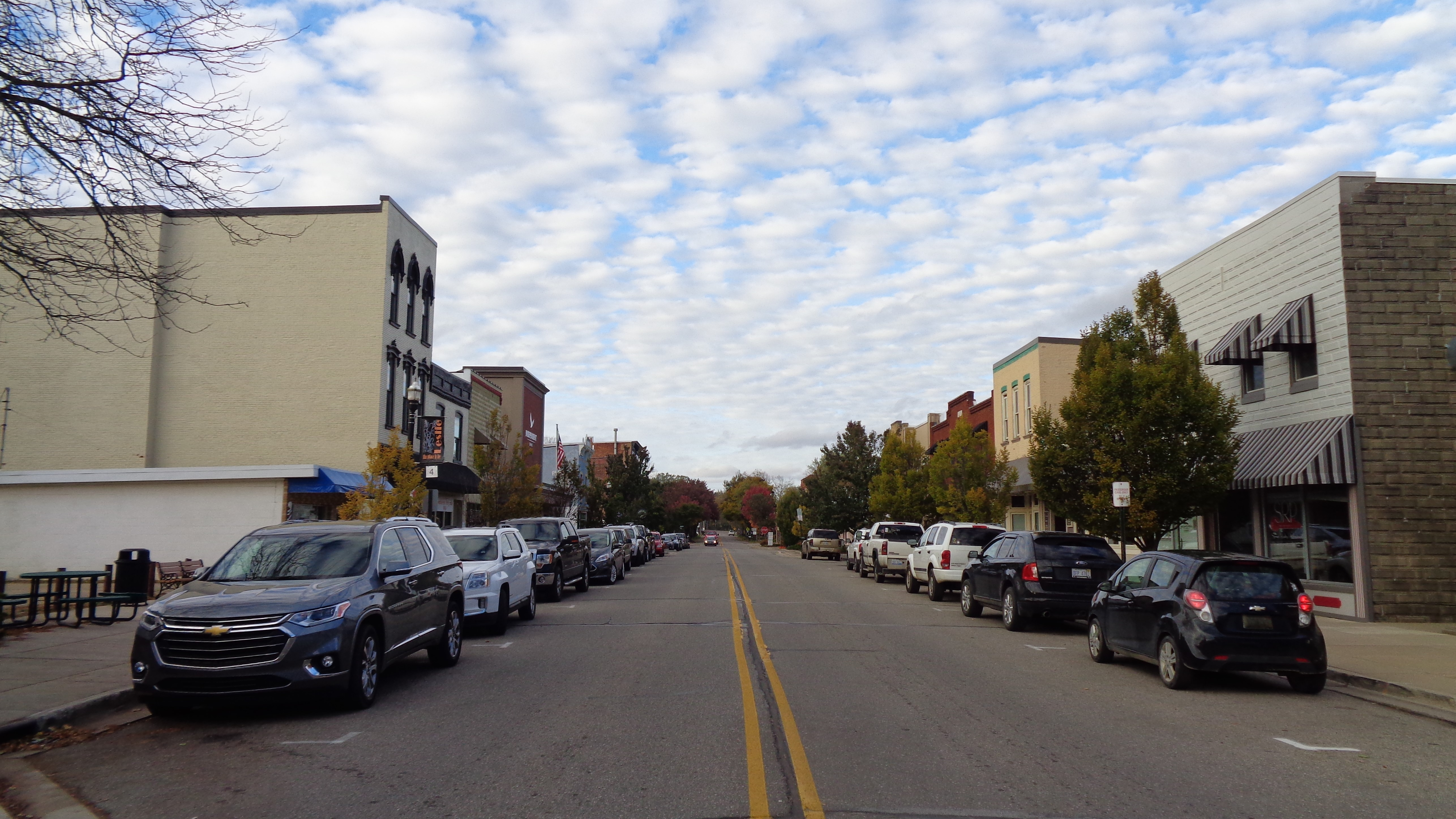
En regardant vers le nord le long de la rue South Main